# اویلر (ووژ)
اویلر (به فرانسوی: Avillers) یک کمون در فرانسه است که در ووژ (فرانسه) واقع شده‌است. اویلر ۶٫۹۲ کیلومتر مربع مساحت دارد ۲۹۰ متر بالاتر از سطح دریا واقع شده‌است.